# Бруно (епископ Аугсбурга)
Бруно (нем. Brun(o) von Augsburg; умер 6 или 24 апреля 1029, Регенсбург) — князь-епископ Аугсбурга (1006—1029).

## Биография
Бруно — младший сын Генриха Строптивого, герцога Баварии и его жены Гизелы Бургундской, брат императора Генриха II и венгерской королевы Гизелы, супруги короля Иштвана I. Между 1002 и 1005 годами, поссорившись с братом Генрихом, Бруно нашёл убежище в Венгрии, где помогал королю Иштвану в устройстве его администрации. Генрих II призвал обратно Бруно после освобождения от должности первого канцлера Эгильберта, будущего епископа Фрайзинга (1005—1039). В 1005 году Бруно стал канцлером, а в 1006 году — епископом Аугсбурга. Отношения между двумя братьями время от времени были очень напряжёнными. Однако, Бруно оставался немецким канцлером и епископом Аугсбурга и после смерти Генриха.
После смерти Генриха II в 1024 году Бруно и две дочери Оттона II и Феофано — София, аббатиса монастырей в Эссене и Гандерсхайме, и Адельгейда, аббатиса Кведлинбургского монастыря, остались единственными представителями династии Людольфингов. Так как все они выбрали духовную карьеру, никто из них не мог наследовать императору. Поддержка, оказанная ими будущему императору Конрада II в борьбе против Конрада Молодого, его кузена, способствовала мирной смене династии Людольфингов династией Салиев.
Бруно считался одним из главных советников императора Конрада II. В 1026 году Конрад поручил Бруно воспитание и образование своего сына и наследника, будущего императора Генриха III. Фактически это означало передачу регентства на время итальянского похода Конрада II (1026—1027). На Пасху 1027 года Бруно со своим воспитанником Генрихом был в Риме на церемонии коронации Конрада II. Также в 1027 году он принимал участие в работе синода во Франкфурте.